# Apechthis erythromera
Apechthis erythromera är en stekelart som först beskrevs av Gupta och Tikar 1966.  Apechthis erythromera ingår i släktet Apechthis och familjen brokparasitsteklar. Inga underarter finns listade i Catalogue of Life.